# Enchbatyn Enchbold
Enchbatyn Enchbold (mong. Энхбатын Энхболд; ur. 2003) – mongolski zapaśnik walczący w stylu wolnym. Brązowy medalista mistrzostw Azji w 2024, a także MŚ wojskowych w 2023 roku.